# Carta imperial

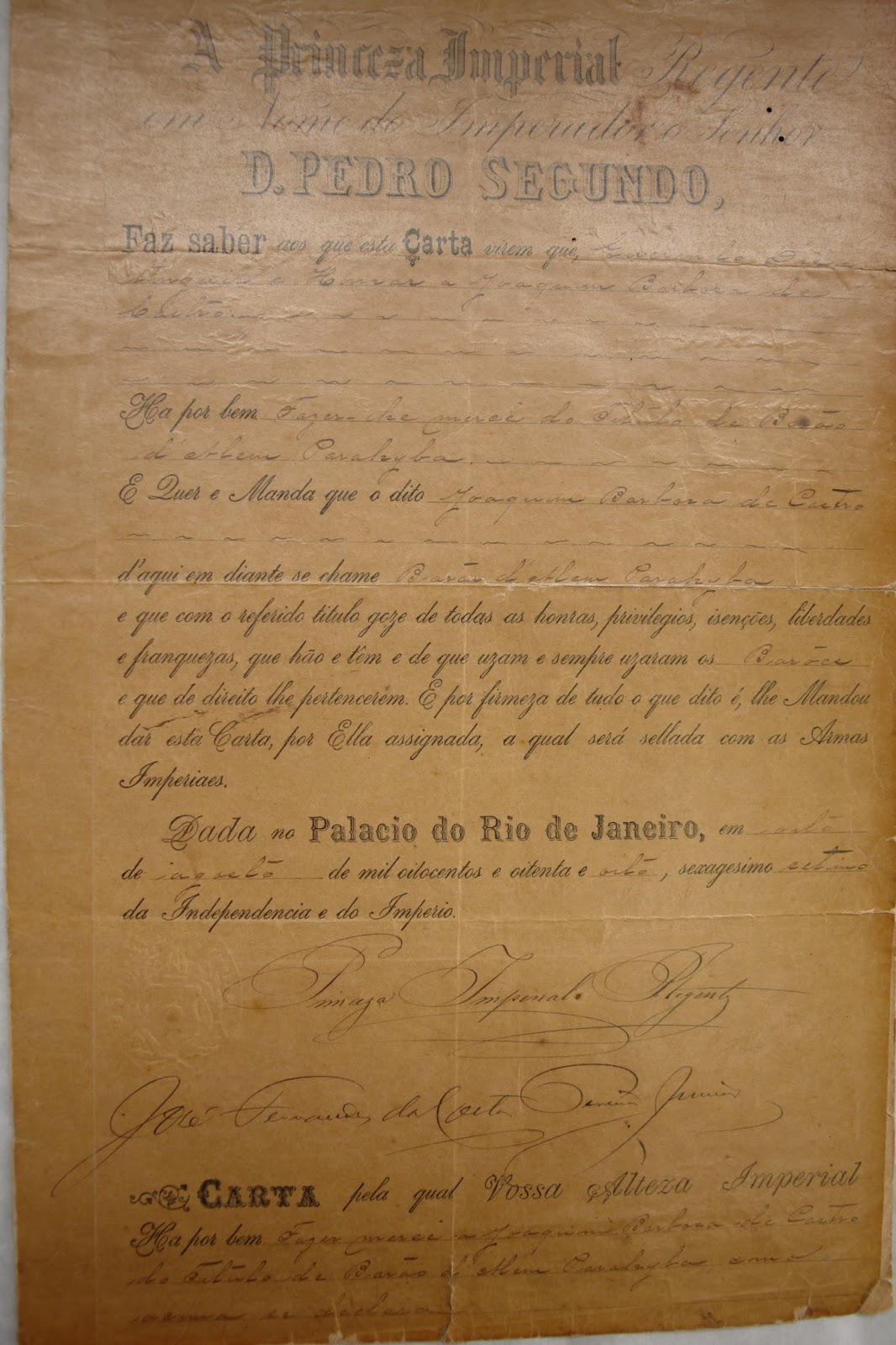
Carta imperial sancionada pela princesa Isabel em 8 de agosto de 1888.

Carta imperial era denominado qualquer documento oficial contendo atos e decisões dos imperadores brasileiros ou da princesa regente, assinados pelos mesmos e seus representantes legais.

## Exemplo
A título de ilustração, a seguir é transcrita literalmente a carta imperial de nomeação de um presidente da província de Santa Catarina.
Alfredo d'Escragnolle Taunay. Eu,

A Princeza Imperial Regente em Nome

de Sua Majestade O Imperador, vos

Envio muito saudar. Attendendo ao

vosso distincto merecimento e patriotismo,

Hei por bem Nomear-vos Presidente da

província de Santa Catarina. E vós,

depois de prestado juramento nos termos

da Carta de lei de 3 de outubro de 1834,

entrareis no exercício d'aquelle cargo, e

fareis observar religiosamente as leis para

liberdade, segurança e prosperidade dos

povos da dita Província, transmittindo

a respectiva Secretaria d'Estado os esclare-

cimentos exigidos na circular de 11 de

março de 1848. Escripta no Palacio

do Rio de Janeiro em vinte e seis de

abril de mil oitocentos e setenta e seis,

quinquagésimo quinto da Indepen-

dencia e do Imperio. Princeza Im-

perial Regente. José Bento da Cunha

Figueiredo. Para Alfredo d'Escragnolle

Taunay.